# ベニコウジカビ
ベニコウジカビ（紅麹黴、学名:Monascus purpureus）は糸状菌の一種である。

## 概要
M.purpureus、M.pilosus、M.ruberなど、モナスカス属でデンプン質食品（主に米）を発酵させたものを紅麹と呼び、古くから中国や台湾および沖縄において、紅酒や豆腐ようなどの発酵食品に利用されている。
また、着色料「ベニコウジ色素」の製造にも利用されているが、これはベニコウジカビを液体培養法を用いて培養し、色素のみを抽出したもので、食品衛生法では「紅麹」とは異なるものと定義されている。
1979年、日本の遠藤章によってM. rubber、M. pilosus、M. pubigerusなど、一部のMonascas属の菌株が生産する物質が血清コレステロール降下作用を示すことが示され、モナコリンK (Monacolin K) と名付けられた。このモナコリンKは海外で医薬品として血清コレステロール降下薬として認められているロバスタチンと同一のものである。このロバスタチンは、日本国内ではモナコリンKの特許のため非承認だったが、コレステロールを下げる画期的な薬（スタチン系第1世代）として1987年に上市され、幅広く使われた。
食品として古くから用いられてきたため、安全だと考えられてきたが、カビ毒のシトリニンを産生する菌株も存在することが1994年に判明した。中国などで主に使われているM. purpureus株や、台湾などで主に使われているM.anka株（沖縄の「豆腐よう」にも使われている株で、分類上はM.purpreusに含まれるとするのが日本では2000年代以降は一般的）には、微量ながらシトリニンを生成するものも存在するが、日本で主に利用されているM. pilosus株はシトリニン産生遺伝子が存在しないことが分かっている。
天然色素として美しい色が出る上に、健康にも良いので、中国・台湾・日本などでは幅広く利用されているが、微量ながらカビ毒を生成する種もあるので、紅麹の食品としての利用実績がない国では、ベニコウジカビの食品利用自体が禁止されている所もある。食材としての紅麹におけるシトリニンの含有量は微量であり、健康被害の報告は存在しないが、「紅麹を濃縮した」と称する「紅麹サプリ」に関しては、EUでは紅麹サプリに含有されたシトリニンが原因と疑われる健康被害が報告されている。またコレステロール値を下げるロバスタチン（モナコリンK）に関しても、高含有モナコリンKを謳った「紅麹サプリ」が存在しており、摂取しすぎると横紋筋融解症などの副作用を引き起こす懸念があるので、注意が必要である。

## 食材（紅麹）として

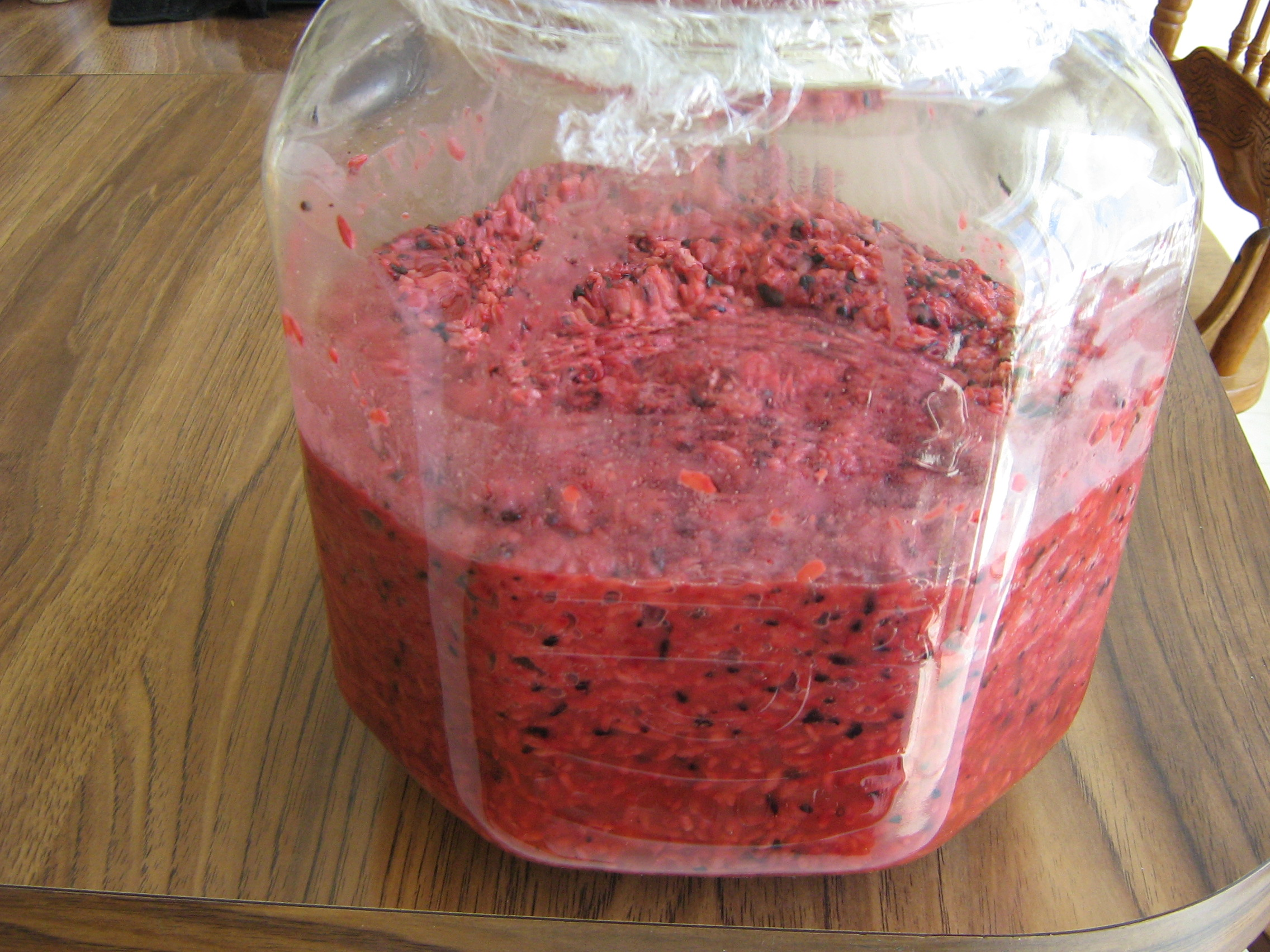
自家製の紅酒

紅麹の文献上の初出は唐代の『初学記』（728年）であるが、『洛陽伽藍記』（5世紀）にも「紅酒」の記述が存在することから、更に昔から利用されてきたと考えられている。『日用本草』（1329年）には薬効の記載があり、「血行を良くする」とある。
また、紅麹は生成物としてGABAも多く含んでおり、血圧降下作用を持つことから健康食品としても注目を集め様々に利用されている。
主なメーカーとしては、小林製薬などがある。1985年にグンゼがM. pilosus株を用いた「紅麹」の量産に成功し、2016年に小林製薬がその事業を継承した。紅麹として使用する紅麹菌の固体培養は、ベニコウジ色素に利用する紅麹菌の液体培養と比べて、工程が複雑で、培養に時間がかかる（通常は20-30日で、小林製薬は40-50日くらいかけている）。加えて、紅麹菌は成長が遅いので、培地に先に他の菌が増殖してしまうコンタミネーションが起きやすい。そのため、量産が難しく、メーカーは少ない。

## 着色料として
Monascus属が生産する赤色色素（紅麹色素またはモナスカス色素と呼ばれる）は古くから天然の着色料として利用されている。主要成分はアンカフラビン（英: Ankaflavin）およびモナスコルブリン（英: Monascorubrin）などのブテノリドである。
1976年に赤色2号の発がん性が報告されたことにより、食用タール色素のイメージが悪化すると同時に天然色素のイメージが向上したことと、1980年代に紅麹菌の液体培養による量産技術が確立したことにより、ベニコウジ色素の利用が増加した。古典的な製法ではパンくずや米・麦・大豆などに固体培養した紅麹菌をそのまま乾燥・粉砕して粉末にするが、工業的な製法では液体培養された紅麹菌を濾過、濃縮、エチルアルコールなどを加えて色素のみを抽出する。液体培養だと1週間くらいで培養できる上に、品質が安定している。
日本においては、食品衛生法に基づいた食品添加物「ベニコウジ色素」として利用されている。液体培養のみが認められているなど、食品衛生法では「紅麹」と異なる規制がかけられている。1985年頃の時点では主にかまぼこなどの練り製品などに用いられる程度だったが、その後は日本人の嗜好に合った菌種の開発や大量生産などが行われ、綺麗なピンク色の出る色素として幅広く利用されるようになっている。
紅麹には、実は黄色の色素も含まれており、工業的にそれだけ抽出することも可能で、食品添加物「ベニコウジ黄色素」として別に定められている。
主なメーカーとしては、ヤヱガキ醗酵技研、グリコ栄養食品（モナスカラー）、理研ビタミン（リケカラー）などがある。2023年度の国内出荷量は約1200トンで、全量が国内生産である。かつては色素生産性に優れたM.anka株が主に使われていたが、M.ankaはカビ毒シトリニンを生成する株があることが1990年代に解ったため、現在（第10版）の厚生労働省による食品添加物公定書では「Monascus pilosus 及び Monascus purpureus に限る」とされている。なお、台湾では2023年現在も「Monascus purpureus またはMonascus ankaの生成物」が使われている。M.anka株およびM. purpureus株は微量ながらカビ毒シトリニンを生成するものもあるが、紅麹から色素のみを抽出するので、「ベニコウジ色素」においてはシトリニンは含まれない（少なくとも検出限界を下回っている）。
また、これとは別に、古典的な製法の「紅麹粉末」を販売しているメーカーもある。個体培養は培養に時間がかかるので、着色料として使う目的ではコスパが悪いが、パンや、桜餅などの和菓子と相性が良いので、製菓材料などとして主に使われている。
ベニコウジ色素が利用されている国は、日本と、中国、韓国、台湾である。EUおよびアメリカでは利用が禁止されている。当地では利用実績がなく、ポジティブリストに載っていないからで、危険性があるからというわけではない。厚生労働省の2014年の調査によると、ベニコウジ色素はクチナシ色素・ベニバナ色素とともに、日本では食紅として広範囲に使用されているにもかかわらず、海外の多くの国では利用が許可されておらず、日本の食品を海外に輸出する際のハードルになっていることから、2016年5月に日本政府が発表した「農林水産業の輸出力強化戦略」に基づき、内閣官房および農水省などの各省庁では在外公館やJETROなどを通じて各国に働きかけを行っている。

## 「紅麹サプリ」の危険性
いわゆる「健康食品」をサプリメントとして利用する場合、成分を濃縮する際に重金属など意図せぬ成分が濃縮される恐れがある。特にベニコウジカビのいくつかの種は、シトリニンという動物に対し毒性のある物質を産生しており、シトリニンがサプリメント等の製品に極微量ではあるが混入していることを懸念する声もある。
紅麹を原材料とするサプリメントによる健康被害は、2014年頃から既にヨーロッパで報告されており、日本でも2014年3月、食品安全委員会が「紅麹を由来とするサプリメントに注意」とする注意喚起を行っていた。欧州連合（EU）は、一部の紅麹菌株が生産する有毒物質であるシトリニンのサプリメント中の基準値を設定したほか、フランスでは摂取前に医師に相談するように注意喚起しており、スイスでは紅麹を成分とする製品は、食品としても薬品としても売買は違法とされていた。
アメリカでも「紅麹サプリ」が販売されているが、紅麹に含まれるロバスタチン（モナコリンK）は、コレステロールを下げると同時に急性腎不全につながる横紋筋融解症を発症することから、「栄養補助食品」ではなく「医薬品」としての規制を受け、高ロバスタチン含有製品の流通は禁止されている。
2024年には小林製薬の製造した紅麹を原料とする製品で紅麹サプリ事件が発生した。

## 日本におけるベニコウジカビ
1970年、ヤヱガキ酒造が紅麹菌の培養に着手し、（年度不明だが）培養に成功し、ベニコウジ色素をリリースした。ちょうど1970年代中ごろより食用タール色素の発がん性が問題となったことにより需要が拡大し、ヤヱガキの食用色素部門の拡大に伴い、1979年に「ヤヱガキ醗酵技研」として分離された。
1973年、三共（現・第一三共）の遠藤章がアオカビから最初のスタチンであるメバスタチンを発見し、1974年に特許を出願する。これにより世界の各社でスタチンの開発が盛んになった。メバスタチンは血中コレステロールが効果的に下がる効果が認められたが、一方で肝毒症の症状が出たため、三共は商品化に難航した。一方、三共と共同開発を行うという前提でメバスタチンのデータを提供されていたメルクは、1978年にコウジカビから「ロバスタチン」を分離し、1979年6月に三共に断りなく特許を取得したが、これも肝毒性があった。1987年にメルクが最初のスタチン製品として「ロバスタチン」を発売。遠藤はメバスタチンの臨床試験（フェーズ1）開始を見届けた上で東京農工大学に移るが、三共は最終的にメバスタチンの開発を中止し、1989年にようやく別のスタチンである「プラバスタチン」の発売にこぎつけた。これらのスタチン系第1世代の薬は、横紋筋融解症などの重篤な副作用があり注意が必要なものの、コレステロールを下げて動脈硬化を防ぐ画期的な薬として幅広く使われた。
1979年、東京農工大学教授の遠藤章はベニコウジカビから別のスタチンである「モナコリンK」を発見。後に「モナコリンK」と「ロバスタチン」は同一のものだと判明する（「モナコリンK」の特許のため、メルク社の「ロバスタチン」は日本では販売されていない）。天然色素として美しい色が出る上に、コレステロールを下げるということで、この頃より日本で紅麹菌の研究および利用が盛んになる。
遠藤章はベニコウジカビからモナコリンを発見したことがきっかけで、Monascus属および紅麹について強い関心を抱き、研究を行った。当時、紅麹は中国・台湾・沖縄などでは食品として利用されていたが、日本では紅麹の産出する色素を天然色素として利用するのみで、食品としての工業生産化はされていなかった。1985年、遠藤は日本人の嗜好に合った新しい菌の選抜を行い、中でもM. pilosus系の株が高い評価を得た。遠藤はヤヱガキ酒造などの食品メーカーとも積極的にコラボを行い、1987年に遠藤の菌種を用いた清酒「続青春」がヤヱガキ酒造から発売された。
1970年代中ごろにヤヱガキおよびグリコ栄養食品が液体培養によるベニコウジ色素向けのベニコウジカビの量産を確立したのに対し、食品向けの個体培養は量産が難しかった。肌着大手のグンゼは、養蚕で培ったバイオ技術をもとに、非繊維部門の強化の一環として1982年にバイオテクノロジー部門を設け、国立栄養研究所の辻啓介との共同研究により、1985年に国内初となる紅麹の大量生産に成功。1985年より紅麹を利用した健康食品「ベニエット」シリーズの販売を開始し、紅麹を利用した味噌・醤油などを自社で展開。またドンクと提携してパンを展開したり、製菓や食肉など幅広く展開した。
この頃よりベニコウジ色素の需要・生産が拡大。1985年に理研ビタミンが京都工場で量産開始（理研は後発だったがすぐに大手となった）。1987年にヤエガキ醗酵技研が安富工場で量産開始。ベニコウジ色素最大手のヤヱガキの色素を使ってプリマハムに1986年に発売した「中国伝来紅麹 紅燔肉」シリーズは、食肉業界初のバイオ製品としてヒットし（当時はバイオブームだった）、売り上げが初年度で100億円に迫る勢いとなった。
紅麹は古くから食品などに利用されてきたが、発がん性物質などは検出されなかった。しかしフランスのP.J.Blancは、微量ながらカビ毒のシトリニンを産出する紅麹菌があり、従来食用に供されてきた紅麹色素の多くのものに微量ではあるがシトリニンが含有されている可能性があることを1994年に発表した。1995年、遠藤章はM.anka株を用いてシトリニンの含まれない紅麹色素を生産する方法を発明した（特開平07-274978）。
グンゼの紅麹は、1996年に「トクホ」の認可を得て販売を急拡大し、1998年には出荷数量が50トン、末端市場は50億円を突破した。2007年、グンゼはモナコリンK含量が2%を超える高濃度モナコリンK紅麹菌株の特許を取得した（特許第5283363号）。
2016年2月、グンゼは「選択と集中」の一環として紅麹事業および「ベニエット」事業を小林製薬に譲渡した。小林製薬は、特許により国内で高モナコリンK含有紅麹を量産可能な唯一のメーカーであるグンゼから高モナコリンK紅麹菌株およびその特許を譲り受け、小林製薬大阪工場（大阪市淀川区）で生産を開始した。
2020年、小林製薬の中央研究所がM. pilosus株の全ゲノムを解析。日本で主に利用されているM. pilosus株はベニコウジカビの中で唯一カビ毒シトリニンが生成不能であることを証明した。